# Klasskampen
Klasskampen var ett realityprogram i tio delar som sändes på TV400 under 2006 med Paolo Roberto som programledare.
Programidén var att tre killar från Stureplan skulle boxas mot tre killar från  förorten.
Säsongen 2006 vann Stureplans-bratten Jesper Brodén, han är och förblir än idag den enda vinnaren av Klasskampen och innehavare av klasskampsbältet.